# Jordskib
Et jordskib (engelske: earthship) er et passivt hus (passivt design) som bygges med hjælp af naturlige materialer og recirkuleringsmaterialer. Prototypen byggedes af Michael Reynolds i 1970'erne. 
Jordskibe er tænkt til at være en selvforsynende type af boliger med hensyn til brugsvand, varme og endda elektricitet. Idéen bygger på at man bygger væggene op med hjælp af jordfyldte bildæk. Ved hjælp af jordfyld på tre af husets fire sider isoleres huset.
Sydsiden af huset anvendes til at fange hele dagens solindfald så husets holdes opvarmet.

## Ventilation
Ventileringssystemet fungerer ved at en lem i taget og en anden lem længere fremme kan åbnes eller lukkes (som begge åbnes ved hjælp af en timer og sørger for ventilationen af huset).

## Vægge
Væggene er bygget af "murede" bildæk som fyldes med sand. Dækkene stables som store mursten.
Herefter lægges armeringsjern i stil med et hønsenet.

## Drivhus
Længst fremme i drivhuset dyrkes en eller flere rækker af planter, som man vandes med gråt vand og på denne måde skabes et lille vandgenbrugskredsløb. Planterne får kuldioxid og giver ilt, som derfor holder luften frisk - men alligevel skal man ventilere.

## Tilpasninger til svensk (og dansk) klima
I de senere år er der blevet lavet flere forbedringer i jordskibsdesignet og tilpasningerne er blevet lavet til det svenske (og danske) klima. År 2011 præsenterede Michael Reynolds under en forelæsning på KTH et design med to "bufferzoner" for at mindske varmeudslip.